# فهرست جوایز و افتخارات دریافت شده توسط ژوزف استالین

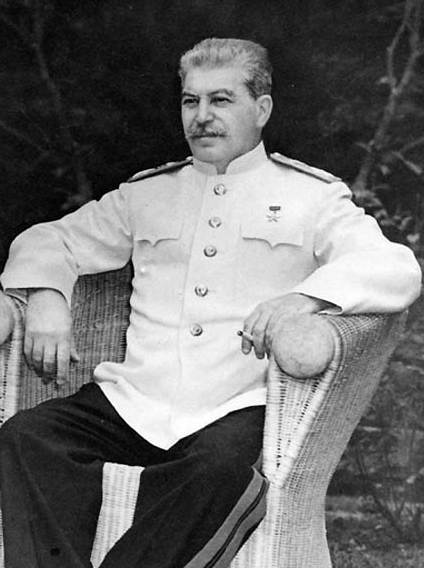
ژوزف استالین

در زیر فهرستی از جوایز و عناوین افتخاری است که توسط ژوزف استالین، یک انقلابی گرجستانی و رهبر سیاسی شوروی که هم دبیرکل حزب کمونیست اتحاد جماهیر شوروی (۱۹۵۲–۱۹۲۲) و هم نخست‌وزیر اتحاد جماهیر شوروی (۱۹۵۳–۱۹۴۱) بود، دریافت کرده‌است.

## جوایز

### اتحاد جماهیر شوروی
| جایزه یا نشان | جایزه یا نشان                                   | تاریخ                                       | برای |
| ------------- | ----------------------------------------------- | ------------------------------------------- | --- |
|               | ستاره مارشال                                    | ۶ مارس ۱۹۴۳                                 | ترفیع به مارشال نیروهای مسلح شوروی. |
|               | قهرمان اتحاد جماهیر شوروی                       | ۲۶ ژوئن ۱۹۴۵                                | "برای رهبری ارتش سرخ در دفاع از اتحاد جماهیر شوروی و پایتخت آن مسکو، و برای رهبری مبارزه با آلمان نازی." |
|               | قهرمان کار سوسیالیستی                           | ۲۰ دسامبر ۱۹۳۹                              | برای خدمات استثنایی در سازماندهی حزب بلشویک، ایجاد جامعه سوسیالیستی در اتحاد جماهیر شوروی و تقویت دوستی بین مردمان اتحاد جماهیر شوروی. |
|               | نشان پیروزی                                     | ۲۹ ژوئیه ۱۹۴۴ ۲۶ ژوئن ۱۹۴۵                  | "برای خدمات استثنایی در سازماندهی و انجام عملیات تهاجمی ارتش سرخ، که منجر به بزرگترین شکست ارتش آلمان و تغییر اساسی در وضعیت در جبهه مبارزه با مهاجمان آلمانی به نفع ارتش سرخ شد. " برای خدمات استثنایی در سازماندهی تمام نیروهای مسلح اتحاد جماهیر شوروی و رهبری ماهرانه آنها در جنگ بزرگ میهنی که با پیروزی کامل بر آلمان نازی به پایان رسید. |
|               | نشان لنین                                       | ۲۰ دسامبر ۱۹۳۹ ۲۶ ژوئن ۱۹۴۵ ۳۰ نوامبر ۱۹۴۴  | برای خدمات استثنایی در سازماندهی حزب بلشویک، ایجاد جامعه سوسیالیستی در اتحاد جماهیر شوروی و تقویت دوستی بین مردمان اتحاد جماهیر شوروی. "برای رهبری ارتش سرخ در دفاع از اتحاد جماهیر شوروی و پایتخت آن مسکو، و برای رهبری مبارزه با آلمان نازی." در رابطه با هفتادمین سالگرد تولد وی و با در نظر گرفتن شایستگی‌های استثنایی وی در تقویت و توسعه اتحاد جماهیر شوروی، ایجاد کمونیسم در کشور، سازماندهی شکست مهاجمان فاشیست آلمان و امپریالیست‌های ژاپنی و همچنین در احیای اقتصاد ملی در این پست. -دوره جنگ." |
|               | نشان پرچم سرخ                                   | ۲۷ نوامبر ۱۹۱۹ ۱۳ فوریه ۱۹۳۰ ۳۰ نوامبر ۱۹۴۴ | "به یاد خدمات او در دفاع از پتروگراد و کار فداکارانه در جبهه جنوبی، در طول جنگ داخلی روسیه ." «برای خدمات بزرگ در جبهه ساخت و ساز اجتماعی.» «برای ۲۰ سال خدمت» |
|               | سفارش سووروف، درجه ۱                            | ۶ نوامبر ۱۹۴۳                               | "برای رهبری صحیح عملیات ارتش سرخ در جنگ میهنی علیه مهاجمان آلمانی و موفقیت‌های به دست آمده." |
|               | نشان "دفاع از مسکو"                             | ۲۰ ژوئیه ۱۹۴۴                               | برای همه شرکت کنندگان در دفاع از مسکو. |
|               | نشان "برای پیروزی بر آلمان در جنگ بزرگ میهنی "  | مه ۱۹۴۵                                     | به همه پرسنل غیرنظامی و نظامی ارتش سرخ، نیروی دریایی و کمیساریای خلق. |
|               | نشان "برای پیروزی بر ژاپن"                      | اکتبر ۱۹۴۵                                  | به همه پرسنل غیرنظامی و نظامی ارتش سرخ، نیروی دریایی و کمیساریای خلق که در جنگ شوروی و ژاپن شرکت کردند. |
|               | نشان جوبیلی "XX سال ارتش سرخ کارگران و دهقانان" | ۱۹۳۸                                        | برای جشن بیستمین سالگرد نیروهای مسلح شوروی به مارشال‌ها، ژنرال‌ها، دریاسالارها، افسران و سربازان اعطا شد. |
|               | نشان "در بزرگداشت هشتصدمین سالگرد مسکو"         | سپتامبر ۱۹۴۷                                | به همه شهروندانی که در بازسازی مسکو شرکت کردند اعطا شد. |

### جمهوری‌های شوروی
| جایزه | جایزه                  | تاریخ       | حالت                    |
| ----- | ---------------------- | ----------- | ----------------------- |
|       | سفارش ستاره سرخ درجه ۱ | ۱۸ اوت ۱۹۲۲ | جمهوری شوروی خلق بخاران |

### خارجی
| جایزه یا نشان | جایزه یا نشان                              | کشور     | تاریخ               |
| ------------- | ------------------------------------------ | -------- | ------------------- |
|               | نشان شیر سفید درجه ۱                       | چکسلواکی | ۱۹۴۵                |
|               | نشان نظامی شیر سفید، «برای پیروزی»، درجه ۱ | چکسلواکی | ۱۹۴۵                |
|               | صلیب جنگی چکسلواکی                         | چکسلواکی | ۱۹۴۳ ۱۹۴۵           |
|               | قهرمان جمهوری خلق مغولستان                 | مغولستان | ۱۷ دسامبر ۱۹۴۹      |
|               | نشان سوخباتور                              | مغولستان | ۱۹۴۵ ۱۷ دسامبر ۱۹۴۹ |
|               | نشان "برای پیروزی بر ژاپن"                 | مغولستان | ۱۹۴۵                |
|               | نشان «۲۵ سال انقلاب خلق مغولستان»          | مغولستان | ۱۹۴۶                |
|               | نشان جمهوری                                | تووا     | ۱۹۴۳                |

## یادداشت
1. ↑  Although Stalin was awarded the Order of the White Lion, he refused to accept the award.